# 南非釀酒公司
南非釀酒公司（South African Breweries，官方正式稱呼：The South African Breweries Limited，非正式縮寫：SAB）是一家總部位於南非約翰內斯堡的釀酒和裝瓶公司，它是南非米勒的全資子公司，是南非最大的釀酒公司，佔據市場89%的份額。

## 歷史
南非釀酒公司成立於1895年，當時叫做城堡釀酒（Castle Breweries），以满足源源不斷的礦工和勘探者的需求。兩年之後成為第一家在南非證券交易所上市的公司。1999年，南非釀酒公司其工作重心轉移到了倫敦，不過依然控制著南非的酒類生產。2002年5月收購米勒釀酒公司，形成現在的南非米勒。

## 組織
南非釀酒公司在南非有七個釀酒廠，每年生產31億升酒。主要的啤酒品牌是Carling Black Label、Castle Lager、Castle Lite、Castle Milk Stout和Hansa Pilsener。旗下的Amalgamated Beverage Industries是南非最大的可口可樂生產和批發商。除此之外，南非釀酒公司還有有一家啤酒花生產公司（The South African Breweries Hop Farms）、一家大麥種植公司（The South African Breweries Barley Farms）、一家麥芽糖生產公司（The South African Breweries Maltings），還持有金屬冠製造商Coleus Packaging的60%的股份。

## 爭議
2004年，南非競爭委員會（South African Competition Commission）開始調查南非釀酒公司的反競爭行為，原因是一些酒水經銷商指控該公司與第三方勾結以瓜分南非的啤酒市場，并限制經銷商進其競爭對手的產品。南非啤酒公司則回應說其並未排擠對手。

## 外部連結
- SA Breweries（页面存档备份，存于）
- SAB Stories: CSR & SA Beer Culture Official Website